# Roberto Pedicini
Roberto Pedicini (Benevento, 18 gennaio 1962) è un doppiatore, attore e conduttore radiofonico italiano, vincitore del premio come miglior doppiatore ai Nastri d'argento 1999 per i film The Truman Show e Celebrity.
È sua la voce italiana di Jim Carrey, Kevin Spacey e Javier Bardem nella maggior parte delle loro interpretazioni, nonché dei personaggi animati Pippo, Gatto Silvestro e Taz.

## Biografia
Nato in una famiglia umile, da bambino si trasferisce da Benevento a Pescara. Coltivando inizialmente una passione per la musica, la chitarra e il canto che lo porta a vivere come artista di strada itinerante, avvia infine la sua carriera da doppiatore nel 1980, facendo seguito ad alcune esperienze radiofoniche vissute alla fine degli anni settanta.

### Carriera
Inizia ad affermarsi nell'ambiente del doppiaggio italiano intorno alla prima metà degli anni ottanta: dopo l'esperienza come voce di Murdock (Dwight Schultz) nelle prime due stagioni della serie A-Team, viene scelto da Fede Arnaud per doppiare Mickey Rourke nel film Rusty il selvaggio e Tom Hulce in Amadeus (ruolo in seguito ridoppiato, nella versione director's cut del 2002, da Massimiliano Alto). Attivo più come doppiatore che come attore, negli anni successivi presta quindi la voce a numerosi altri attori, tra cui Woody Harrelson, Ralph Fiennes, Rupert Everett e Patrick Swayze in più occasioni.
A partire dai primi anni novanta doppia diversi personaggi nei film d'animazione: Gaston nel classico Disney La bella e la bestia, poi Febo ne Il gobbo di Notre Dame, Hopper in A Bug's Life - Megaminimondo, Mosè e Dio ne Il principe d'Egitto della DreamWorks; nelle serie animate è voce fra gli altri di Timon (sostituendo Tonino Accolla anche nel film Il re leone II - Il regno di Simba), Jet McQuack in Darkwing Duck e il Genio nelle serie Aladdin e House of Mouse - Il Topoclub, mentre nei lungometraggi animati la voce italiana del personaggio era quella di Gigi Proietti, similmente a quanto avvenuto in lingua originale, nel momento in cui Dan Castellaneta subentrò a Robin Williams.
Dal 1996 al 2022, inoltre, Pedicini è stato la voce italiana dei personaggi della Warner Bros. Gatto Silvestro e Taz, doppiati per la prima volta in Space Jam (in cui presta la voce anche al cestista Larry Johnson), nonché di Pippo della Disney dal 1999 subentrando a Vittorio Amandola, anno in cui vince il Nastro d'argento per il doppiaggio di Jim Carrey in The Truman Show e di Kenneth Branagh in Celebrity.
Alla fine degli anni novanta è protagonista della trasmissione Alcatraz di Rai Radio 2, in cui interpreta il personaggio immaginario Jack Folla, DJ italiano condannato a morte negli Stati Uniti al quale, nella finzione del programma, per un certo periodo viene consentito di trasmettere alla radio i propri pensieri e la propria musica preferita, prima di essere giustiziato.
Nella saga di Guerre stellari dà la voce a Jango Fett e ai Clone trooper, mentre in quella dei Pirati dei Caraibi doppia Sao Feng (Chow Yun-fat) e Salazar (Javier Bardem). È anche voce di numerose pubblicità televisive e di alcuni trailer cinematografici.
Durante il doppiaggio di Javier Bardem nel film Mare dentro (2004), per la cui interpretazione l'attore ha ottenuto la coppa Volpi, Pedicini ha manifestato l'esigenza di essere immobilizzato, per poter restituire in maniera efficace la condizione di tetraplegia in cui versava il personaggio; Bardem si è complimentato personalmente con il doppiatore per il lavoro da lui svolto. Sempre nel 2004 Vittorio Amandola, ex-doppiatore di Pippo precedentemente all'assegnazione del ruolo a Pedicini, durante un'intervista viene interpellato a proposito della sostituzione avvenuta anni prima e risponde affermando di averla accolta con favore, ritenendo Pedicini «il più bravo, intenso e colorito doppiatore attualmente in attività», reputando riuscita l'operazione e definendo il suo rimpiazzo «perfetto per il ruolo, assolutamente insuperabile».
Nel 2007 Pedicini doppia Gerard Butler, nel ruolo di Leonida, nel film 300 e successivamente è direttore del doppiaggio di Shadow di Federico Zampaglione.
Già insignito della terza "Targa Riccardo Cucciolla" al festival Voci nell'ombra del 2002, nel luglio 2008 è stato premiato con il Leggio d'oro per la migliore interpretazione maschile dell'anno, aggiudicandoselo nuovamente nel 2016 come "voce telefilm dell'anno" per il doppiaggio di Kevin Spacey in House of Cards - Gli intrighi del potere.
Dopo una prima collaborazione in ambito musicale, come voce recitante nel brano Il progresso da lontano dei Tiromancino, parte dell'album In continuo movimento del 2002, nel marzo 2016 partecipa al singolo La Fenice del produttore Paul Bryan, pubblicato su etichetta "Do Not Records"; i proventi vengono devoluti all'Area Giovani dell'Istituto Nazionale Tumori di Aviano. A partire dallo stesso anno e a quindici anni dall'interpretazione di Jack Folla in Alcatraz, sotto il nome di Bob Revenant crea e conduce la trasmissione L'arca dell'arte e del libero pensiero, programma serale in onda su Radiofreccia.
A partire dal 2018, in occasione della cerimonia della consegna dei David di Donatello, con la sua voce affianca Carlo Conti, annunciando le diverse candidature.
Il 13 luglio dello stesso anno, con la pubblicazione del singolo Faccio quello che voglio del cantante Fabio Rovazzi, appare all'interno del video del brano.

## Doppiaggio

### Film
- Kevin Spacey in Americani, I soliti sospetti, Riccardo III - Un uomo, un re, American Beauty, The Big Kahuna, Un sogno per domani, K-PAX - Da un altro mondo, The Shipping News - Ombre dal profondo, The Life of David Gale, Il delitto Fitzgerald, Edison City, Superman Returns, Fred Claus - Un fratello sotto l'albero, 21, Professione inventore, L'uomo che fissa le capre, Moon, Il gioco dei soldi, Come ammazzare il capo... e vivere felici, Margin Call, Come ammazzare il capo 2, Elvis & Nixon, Una vita da gatto, Baby Driver - Il genio della fuga, Billionaire Boys Club, L'uomo che disegnò Dio
- Jim Carrey in Batman Forever, Il rompiscatole, Bugiardo bugiardo, The Truman Show, Man on the Moon, The Majestic, Se mi lasci ti cancello, Lemony Snicket - Una serie di sfortunati eventi, Dick & Jane - Operazione furto, Number 23, Yes Man, A Christmas Carol, Colpo di fulmine - Il mago della truffa, I pinguini di Mr. Popper, Kick-Ass 2, L'incredibile Burt Wonderstone, Anchorman 2 - Fotti la notizia, Scemo & + scemo 2, Dark Crimes, Sonic - Il film, Sonic 2 - Il film, Sonic 3 - Il film
- Woody Harrelson in Assassini nati - Natural Born Killers, Verso il sole, Sesso & potere, La sottile linea rossa, Kingpin, Incontriamoci a Las Vegas, Lei mi odia, After the Sunset, The Big White, Radio America, Sette anime, Oltre le regole - The Messenger, 7 psicopatici, Now You See Me - I maghi del crimine, Codice 999, Now You See Me 2, The Walker, Wilson, Tre manifesti a Ebbing, Missouri, Midway, Fly Me to the Moon - Le due facce della Luna
- Javier Bardem in Carne trémula, Tra le gambe, Prima che sia notte, I lunedì al sole, Mare dentro, L'ultimo inquisitore, L'amore ai tempi del colera, Non è un paese per vecchi, Vicky Cristina Barcelona, Mangia prega ama, Biutiful, Skyfall, To the Wonder, Automata, The Gunman, Il tuo ultimo sguardo, Pirati dei Caraibi - La vendetta di Salazar, Madre!, Tutti lo sanno, Dune, Il capo perfetto, A proposito dei Ricardo, Il talento di Mr. Crocodile, La sirenetta, Dune - Parte due, F1 - Il film
- Ralph Fiennes in Quiz Show, Schindler's List - La lista di Schindler, The Avengers - Agenti speciali, Red Dragon, Un amore a 5 stelle, La contessa bianca, The Constant Gardener - La cospirazione, In Bruges - La coscienza dell'assassino, Scontro tra titani, La furia dei titani, Tata Matilda e il grande botto, Grandi speranze, A Bigger Splash, Ave, Cesare!, Nureyev - The White Crow, La nave sepolta, La meravigliosa storia di Henry Sugar, Il cigno, Il derattizzatore, Veleno, 28 anni dopo
- Stanley Tucci in Big Night, L'imbroglio - The Hoax, Julie & Julia, Burlesque, Easy Girl, Hunger Games, Hunger Games - La ragazza di fuoco, Hunger Games - Il canto della rivolta - Parte 1, Hunger Games - Il canto della rivolta - Parte 2
- Vincent Cassel ne L'odio, Dobermann, Come mi vuoi, Unruly - Nessuna regola, Il patto dei lupi, Il cigno nero, La bella e la bestia, Mon roi - Il mio re, È solo la fine del mondo, Jason Bourne, Black Tide - Un caso di scomparsa, The Shrouds - Segreti sepolti
- Rupert Everett in Dellamorte Dellamore, La pazzia di Re Giorgio, Un marito ideale, L'importanza di chiamarsi Ernest, Codice Homer, Stage Beauty, Un giorno per sbaglio, St. Trinian's
- Temuera Morrison in Once Were Warriors - Una volta erano guerrieri, Once Were Warriors 2 - Cinque anni dopo, Star Wars - Episodio II - L'attacco dei cloni, Star Wars - Episodio III - La vendetta dei Sith, Dora e la città perduta
- Val Kilmer in Spiriti nelle tenebre, A prima vista, Il Santo, The Missing, Nella mente del serial killer, Love Guru, Blood Out
- Marton Csokas in La maschera di scimmia, Evilenko, Æon Flux - Il futuro ha inizio, The Great Raid - Un pugno di eroi, Follia, The Equalizer - Il vendicatore, Sleeping dogs
- Paul Bettany in Gangster nº 1, Il destino di un cavaliere, Il codice da Vinci, Stories of Lost Souls, The Tourist, Priest
- Patrick Swayze in Dirty Dancing - Balli proibiti, Letters from a Killer, Donnie Darko, One Last Dance, La famiglia omicidi
- Billy Zane in Ore 10: calma piatta, Memphis Belle, Orlando, Acque profonde, Il Re Scorpione 3 - La battaglia finale
- Ricky Gervais in Una notte al museo, Ghost Town, Una notte al museo 2 - La fuga, Notte al museo - Il segreto del faraone, Special Correspondents
- Iain Glen in Prendimi l'anima, Il caso dell'infedele Klara, La papessa, Resident Evil: The Final Chapter, Rachel
- Michael Madsen in Linea diretta - Un'occasione unica, Free Willy - Un amico da salvare, Free Willy 2, Non escludo il ritorno, Trading Paint - Oltre la leggenda
- Lorenzo Lamas in Bounty Tracker - Poliziotto a Los Angeles, Nome in codice: Alexa, Nome in codice: Alexa 2, I volti della vendetta, Sotto massima copertura
- Jason Isaacs in Windtalkers, Lo smoking, Sweet November - Dolce novembre, La cura dal benessere
- Tom Hulce in Amadeus, Nick e Gino, Echo Park, Vero come la finzione
- Chow Yun-fat in Il monaco, La città proibita, Pirati dei Caraibi - Ai confini del mondo, Confucio
- Dan Aykroyd in Due mariti per un matrimonio, Get on Up - La storia di James Brown, Ghostbusters: Legacy, Ghostbusters - Minaccia glaciale
- Mike Myers in Austin Powers in Goldmember, Love Guru, Bastardi senza gloria, Amsterdam
- Daniel Auteuil in Una donna francese, Il figlio perduto, Il mio migliore amico, Daddy Cool - Non rompere papà
- Denzel Washington in Verdetto finale, Molto rumore per nulla, He Got Game
- Alfred Molina in Prince of Persia - Le sabbie del tempo, L'apprendista stregone, Il segreto dei suoi occhi
- Dwayne Johnson in Il tesoro dell'Amazzonia, La gang di Gridiron, Agente Smart - Casino totale
- Wesley Snipes in Passenger 57 - Terrore ad alta quota, New Jack City, Murder at 1600 - Delitto alla Casa Bianca
- Richard E. Grant in Il mio amico vampiro, Sotto il vestito niente - L'ultima sfilata, Come ti ammazzo il bodyguard
- Vincent D'Onofrio in Guy - Gli occhi addosso, Il tredicesimo piano, Fire with Fire
- Kenneth Branagh in Celebrity, La teoria del volo, Operazione Valchiria
- Dylan Baker in Spider-Man 2, Spider-Man 3, Nascosto nel buio
- Willem Dafoe in Saigon, New Rose Hotel, Antichrist
- Jackie Chan in Pallottole cinesi, 2 cavalieri a Londra, Il giro del mondo in 80 giorni
- Eric Roberts in Star 80, I migliori, Legami di sangue
- Jeffrey Dean Morgan in Un marito di troppo, Peace, Love & Misunderstanding, The Salvation
- Cary Elwes in La storia fantastica, Mowgli - Il libro della giungla, Ella Enchanted - Il magico mondo di Ella
- John Turturro in La tregua, L'uomo di Talbot, Terapia d'urto
- Jess Harnell in Transformers, Transformers - La vendetta del caduto, Transformers 3
- Voce narrante in George re della giungla...?, George re della giungla 2, Olé, Eccezzziunale veramente - Capitolo secondo... me, Gli amori folli
- Jim Belushi in The Principal - Una classe violenta, La tenera canaglia
- Vincent Spano in Good Morning Babilonia, Oscar - Un fidanzato per due figlie
- Forest Whitaker in Blown Away - Follia esplosiva, Specie mortale
- Bruce Willis in Trappola di cristallo, La colazione dei campioni
- Mickey Rourke in Rusty il selvaggio, Uscita di sicurezza
- Antonio Banderas in I re del mambo, D'amore e ombra
- Gérard Depardieu in 1492 - La conquista del paradiso, Soldi proibiti
- Kevin Bacon in Sleepers, Frost/Nixon - Il duello
- Peter Stormare in Identità sospette, Anamorph - I ritratti del serial killer
- Thomas Kretschmann in King Kong, The Young Victoria
- Alec Baldwin in The Departed - Il bene e il male, Rock of Ages
- Gary Oldman in Prick Up - L'importanza di essere Joe, Triplo gioco, Ultimo stadio
- Colin Firth in Mamma Mia!, Mamma Mia! Ci risiamo
- Christopher Meloni in L'uomo d'acciaio, Sin City - Una donna per cui uccidere
- Christopher Lambert in Pistole sporche, Nirvana, La dottoressa Giò
- Aaron Eckhart in Betty Love, Niente velo per Jasira
- Neil Pearson in Bridget Jones's Baby, Bridget Jones - Un amore di ragazzo
- Billy Bob Thornton in Qualcuno sta per morire, Scuola per canaglie
- Kurt Russell in Gente del Nord, Breakdown - La trappola
- Michael Keaton in La giustizia di un uomo, Game 6
- Lambert Wilson in Catwoman, Sahara
- Andy García in Hoodlum, Ghostbusters
- Josh Brolin in Gli infiltrati, American Gangster
- Bernie Mac in Mr. 3000, Daddy Sitter
- Joe Mantegna in Le ragioni del cuore, Homicide
- Chris Cooper in Paradiso perduto, La legge della notte
- John Savage ne La bella e la bestia, Le porte del silenzio
- Esai Morales in Tango nudo, Rapa Nui
- Richard Roxburgh in Patsy Cline, Van Helsing
- Kiefer Sutherland in Freeway - No Exit, Chicago Joe
- Michael Maloney in Othello, La maschera
- Joe Morton in Blues Brothers - Il mito continua, Stealth - Arma suprema
- Bernard Giraudeau in Marquise, Marianna Ucrìa
- Stellan Skarsgård in Wind - Più forte del vento, Kiss Kiss (Bang Bang)
- Luis Tosar in Ti do i miei occhi, Bed Time
- Jorge Perugorria in Bambola, Terra di fuoco
- James Caan ne Il padrino e Il padrino - Parte II (ridoppiaggio)
- Frank McGlynn Jr. in Verso il West!
- John Morghen in Impatto mortale[19]
- Aidan Quinn in Mission
- Steve Guttenberg in Corto circuito
- Paul Reiser in Aliens - Scontro finale
- Robert Powell in D'Annunzio
- Pierce Brosnan in Quarto protocollo
- John C. McGinley in Wall Street
- Kirk Taylor in Full Metal Jacket
- Michael Maloney ne La maschera
- Charlie Sheen in Young Guns - Giovani pistole
- Dale Midkiff in Cimitero vivente
- Vyto Ruginis in Dimenticare Palermo
- Michael Paré ne Il sole buio
- Colin Friels in Darkman
- Stephen Tobolowsky in Basic Instinct
- Tomas Arana in Body Puzzle
- Jeff Daniels in Timescape
- Saul Rubinek in Una vita al massimo
- Brad Pitt in Kalifornia
- Mark Hamill in Body Bags - Corpi estranei
- Jason Robards III ne L'amico d'infanzia
- Michael McShane in Richie Rich - Il più ricco del mondo
- Nick Searcy in Nell
- Guy Pearce in Priscilla - La regina del deserto
- Ray Winstone in Ladybird Ladybird
- Duane Boutte in Stonewall
- Brendan Gleeson in Braveheart - Cuore impavido
- David Morse ne L'esercito delle 12 scimmie
- Anthony LaPaglia in Empire Records
- Jean-Claude Van Damme in A rischio della vita
- Fabrice Luchini ne L'insolente
- Sinbad in Una promessa è una promessa
- Jean-Hugues Anglade ne Le affinità elettive
- Larry Johnson in Space Jam[8]
- Brad Dourif in Alien - La clonazione
- Vince Vaughn ne Le locuste
- Tom Sizemore in Salvate il soldato Ryan
- Matthew McConaughey in Contact
- Matt Letscher ne La maschera di Zorro
- Clayton Rohner in Stazione Erebus
- William Baldwin in Silver
- Viggo Mortensen in A Walk on the Moon - Complice la luna
- Raymond Cruz in Dal tramonto all'alba 2 - Texas, sangue e denaro
- Clark Gregg in Hollywood, Vermont.
- Ray Fearon in Harry Potter e la pietra filosofale
- Peter Coyote in E.T. l'extra-terrestre (ridoppiaggio 2002)
- Joseph Fiennes in Killing Me Softly - Uccidimi dolcemente
- Jeff Goldblum in Igby Goes Down
- John Heard in Big
- Bill Murray in Coffee and Cigarettes
- Uwe Ochsenknecht in Luther - Genio, ribelle, liberatore
- Mark Pellegrino in The Hunted - La preda
- Alan Cumming in X-Men 2
- Ulrich Matthes ne La caduta - Gli ultimi giorni di Hitler
- Ben Stiller in Anchorman - La leggenda di Ron Burgundy
- Terrence Howard in Crash - Contatto fisico
- Carmelo Gómez in Occhi di cristallo
- Mark Boone Junior in Batman Begins
- Dermot Mulroney in Partnerperfetto.com
- Paul Giamatti in The Illusionist - L'illusionista
- Gerard Butler in 300
- John Malkovich ne La leggenda di Beowulf
- Robert Downey Jr. in A Scanner Darkly - Un oscuro scrutare
- Cedric the Entertainer in Nome in codice: Cleaner
- Paul Schulze in John Rambo
- Don Johnson in Torno a vivere da solo
- Dominic West in Johnny English - La rinascita
- Götz Otto in Iron Sky[20]
- Jason Segel in The Five-Year Engagement
- Bobby Cannavale in Lovelace
- Laurent Lucas in Passo falso
- Rick Springfield in Dove eravamo rimasti
- Simon Merrells in Firenze e gli Uffizi 3D/4K
- Antonio de la Torre in Abracadabra
- Mads Mikkelsen in Animali fantastici - I segreti di Silente
- Sebastian Roché in Ondata calda
- Robert Rabiah in Land of Bad

### Film d'animazione
- Gatto Silvestro e Taz in Space Jam, Buon Natale con Bugs Bunny,[21] Titti turista tuttofare, Looney Tunes: Back in Action, Canto di Natale - Il film natalizio dei Looney Tunes, Space Jam: New Legends
- Pippo in Topolino e la magia del Natale, Il bianco Natale di Topolino - È festa in casa Disney, Topolino & i cattivi Disney, Estremamente Pippo, Topolino, Paperino, Pippo: I tre moschettieri, Topolino strepitoso Natale!, Il re leone 3 - Hakuna Matata, Once Upon a Studio
- Timon ne Il re leone II - Il regno di Simba, Il bianco Natale di Topolino - È festa in casa Disney[22], Once Upon a Studio
- Febo ne Il gobbo di Notre Dame, Il gobbo di Notre Dame II
- Alfred Pennyworth in LEGO Batman - Il film, The LEGO Movie 2 - Una nuova avventura
- Mosè e Dio ne Il principe d'Egitto
- Gaston ne La bella e la bestia
- Scarpa ne La freccia azzurra
- Clavius ne L'incantesimo del lago 2 - Il segreto del castello
- Renè d'Anclaude in Armitage III: Poly-Matrix
- Hopper in A Bug's Life - Megaminimondo
- Kirikù adulto in Kirikù e la strega Karabà
- Zio Horst / Henry in Madeline - Il film
- Bullwinkle ne Le avventure di Rocky e Bullwinkle
- Capitano Joseph Korso in Titan A.E.
- Capitano Gary Edwards in Final Fantasy
- Lucifero ne Il gatto con gli stivali (ed. 2004)
- Pubblica accusa ne Le avventure di Ichabod e Mr. Toad
- Kim Jong-il in Team America: World Police
- Lord Victor Quartermaine in Wallace & Gromit - La maledizione del coniglio mannaro
- Blag in Uno zoo in fuga
- Memphis in Happy Feet
- Ratso in Nome in codice: Brutto Anatroccolo
- Nelson in The Reef - Amici per le pinne
- Michael "Grufolo" Yagoobian (da adulto) / Uomo con la bombetta ne I Robinson - Una famiglia spaziale
- Moto Moto in Madagascar 2
- Megamind in Megamind
- Bellamy il Moro in Pirati! Briganti da strapazzo
- Jake in Free Birds - Tacchini in fuga
- Tui Waialiki in Oceania, Oceania 2
- Darcy in Deep - Un'avventura in fondo al mare
- Papà Orso ne Il gatto con gli stivali 2 - L'ultimo desiderio

### Serie televisive
- Vincent Spano in Law & Order - Unità vittime speciali, Caldo criminale, Sangue caldo
- Dan Aykroyd in Casa e chiesa, La vita secondo Jim
- Ricky Gervais in The Office, Extras
- Erol Sander in Soraya e Paradiso rubato
- Jack Coleman in Heroes, Heroes Reborn
- Currie Graham in Avvocati a New York, The Mentalist
- Temuera Morrison in The Mandalorian e The Book of Boba Fett
- Jared Harris in Law & Order - Unità vittime speciali (ep. 9-6)
- Bruce Altman, Jay Patterson, Courtney B. Vance, Dennis Boutsikaris (ep. 12.10) e Mitchell Lichtenstein in Law & Order - I due volti della giustizia[23]
- Lane Davies, Terry Lester e Gordon Thomson in Santa Barbara
- Jeff Conaway, Daniel McVicar (2ª voce: 1993-2015) e Michael Sabatino in Beautiful
- Tom Wopat (st. 5-7) e Rick Hurst (ep. 5.01-5.06) in Hazzard[24]
- Lee Tergesen e Carlo Rota in American Horror Story[25]
- Kevin Spacey in House of Cards - Gli intrighi del potere
- Jim Carrey in The Office, Kidding - Il fantastico mondo di Mr. Pickles
- Mads Mikkelsen in Hannibal
- Dwight Schultz in A-Team (st. 1 e 2)[26]
- Robot d'acciaio in Wonder Woman[27]
- Aldo Monti in Ai grandi magazzini
- John O'Hurley in Quando si ama
- Chris Mulkey ne I segreti di Twin Peaks
- Lorenzo Lamas in Renegade
- Ethan Wayne in Piazza di Spagna
- Jason Robards III in Voci notturne
- Billy Zane in Streghe
- Christopher Meloni in Oz
- Christopher Lambert in La dottoressa Giò
- John Wesley Shipp in Dawson's Creek
- Bill Irwin in CSI - Scena del crimine
- John Malkovich ne I miserabili
- Alec Baldwin ne Il processo di Norimberga
- Joel Gretsch in Taken
- Neal McDonough in Desperate Housewives
- David James Elliott in CSI: NY
- Kirk Jones in Blade - La serie[28]
- Timothy V. Murphy in Criminal Minds
- Johannes Brandrup in San Pietro
- Xavier Deluc in Sulle tracce del crimine
- Billy Campbell in Shark - Giustizia a tutti i costi
- Bruno Eyron in L'onore e il rispetto
- Mark Sheppard in Leverage - Consulenze illegali
- Tomas Arana in Rebecca, la prima moglie
- Louis Ferreira in Breaking Bad
- Roddy Piper in Walker Texas Ranger
- Rodolfo Samsò in Incorreggibili
- Tobias Moretti in Violetta
- Narratore in Mankind: la storia di tutti noi
- Tony Hale in The Decameron
- James Frain in Gotham
- Sam Douglas ne La Bibbia[29]
- Jason Isaacs in Awake
- Jeffrey Wright in Boardwalk Empire - L'impero del crimine
- David Morrissey in The Walking Dead
- Michael McElhatton ne Il Trono di Spade
- Steven Waddington ne I Medici[30]
- Gedeon Burkhard ne La narcotici
- Brennan Brown in Chicago Med
- Pip Torrens in Versailles
- Lance Reddick in Bosch (st. 7)
- Mike Myers ne Il pentavirato
- Stanley Tucci in Inside Man
- Bertie Carvel in L'ispettore Dalgliesh
- Javier Bardem in Monsters: la storia di Lyle ed Erik Menendez

### Serie animate
- Pippo in Mickey Mouse Works, House of Mouse - Il Topoclub, La casa di Topolino, Topolino, Topolino - Strepitose avventure, DuckTales, Pippo - Divertirsi in sicurezza, Topolino - La casa del divertimento
- Gatto Silvestro e Taz in Looney Tunes e Merrie Melodies (riedizione 1995),[31] The Looney Tunes Show, New Looney Tunes,[32] Looney Tunes Cartoons (stagione 1-4);[33] Silvestro ne I misteri di Silvestro e Titti
- Jet McQuack in Raw Toonage, Darkwing Duck, DuckTales - Avventure di paperi (ep. Il Tocco Magico Parte 1 e 2), House of Mouse - Il Topoclub
- Timon in Timon e Pumbaa, House of Mouse - Il Topoclub, The Lion Guard, Once Upon a Studio
- Genio in Aladdin e House of Mouse - Il Topoclub
- Gesù ne Il Vangelo per i bambini[34] e in Gesù, un mondo senza confini[35]
- Stan Taylor, Roy Snyder (ep. 13.08), Ispettore (ep. 20.19) e Ricky Gervais (ep. 22.14) ne I Simpson[36]
- Patrick Swayze, Pippo e John McClane / Bruce Willis ne I Griffin (st. 8)[37]
- Spider in Cutey Honey - La combattente dell'amore[38]
- Duckman in Duckman
- Kent Powers in Quack Pack - La banda dei paperi
- Spot Helperman / Scott Leadredy in Un cane di classe
- Gaston in House of Mouse - Il Topoclub
- Vega in Street Fighter II V
- Alucard in Hellsing
- Uomotauro in Yin Yang Yo![39]
- René D'Anclaude in Armitage III
- Fung il Coccodrillo in Kung Fu Panda - Mitiche avventure
- Rixel in Mia and Me (1ª voce, st. 2)
- Colton Steel in Crash Canyon
- Alto commissario in Adrian
- Dum Dum Dugan in What If...?
- Komei in Giant Robot - Il giorno in cui la Terra si fermò
- Boba Fett in Star Wars: Visions[40]

### Film TV
- Kevin Spacey in Recount
- Ralph Fiennes in Bernard & Doris - Complici amici
- Rupert Everett in Sherlock Holmes ed il caso della calza di seta[41]
- Kiefer Sutherland in Last Light - Storia di un condannato a morte
- Alfred Molina in The Normal Heart
- Currie Graham in La chiave del sospetto
- Bill Murray in With Friends Like These...
- John Wesley Shipp in Incubo sulla strada
- Richard Joseph Paul in Un amore americano
- Bruce Greenwood in Con l'acqua alla gola
- Jean-Yves Berteloot in Luisa Sanfelice
- Oliver Bootz in Matilde
- Robert John Burke in La guerra dei bugiardi
- Anthony Michael Hall in Last Man Standing
- Maz Jobrani in Descendants
- Christopher McDonald in Un amore di prof
- Idris Elba in Accadde in aprile

### Videogiochi
- Pippo in Topolino asilo,[42] Disney Golf, Disney Think Fast, Disney Epic Mickey 2: L'avventura di Topolino e Oswald,[43] Pippo giochi pazzi, Disneyland Adventures,[44] Topolino prescolare,[45] Disney Illusion Island[46]
- Genio in Bottega dei giochi - Aladdin,[47] Aladdin: La vendetta di Nasira[48] e Disneyland Adventures[44]
- Taz in Bugs Bunny e Taz in viaggio nel tempo;[49] Taz e Silvestro in Taz: Wanted,[50] Looney Tunes: Back in Action[51]
- Timon in Caccia al cucciolo, Spaccablocco[52] e Il Re Leone: La grande avventura di Simba[53]
- Consigliere del giocatore in Total War: Rome II e Total War: Attila
- Ace Ventura in Ace Ventura[54]
- Hopper in A Bug's Life[55]
- John McClane in Die Hard Trilogy 2: Viva Las Vegas[56]
- Volpe Volante in Heavenly Sword[57]
- Jonathan Irons in Call of Duty: Advanced Warfare[58]
- Leonida in Assassin's Creed: Odyssey[59]
- John Rambo in Call of Duty: Black Ops - Cold War (2020)[60]
- Boba Fett in Star Wars Jedi: Survivor[61]

### Programmi televisivi
- Voce narrante in Passaggio a Nord Ovest, Passaggio a Nord Ovest DOC e Verissimo (Canale 5, dal 2021)
- Pippo in Topolino che risate![62]
- Nazzareno Renzoni in Servizio pubblico (LA7, 2014/15)
- Annunciatore alla Cerimonia di premiazione David di Donatello (Rai 1, dal 2018)

### Documentari
- Stanley Kubrick in S Is for Stanley - Trent'anni dietro al volante per Stanley Kubrick
- Yo-Yo Ma in Yo-Yo Ma e i musicisti della via della seta[63]
- Voce narrante in Jacques Cousteau, il figlio dell'oceano

## Filmografia

### Attore

#### Cinema
- The House of Chicken - La casa del pollo, regia di Pietro Sussi (2001)
- I peggiori, regia di Vincenzo Alfieri (2017)
- Humanism!, regia di Glauco Della Sciucca (2018)[64]

#### Televisione
- Per sempre - Fino alla morte, ciclo Brivido giallo, regia di Lamberto Bava – film TV (1987)
- A cena col vampiro, ciclo Brivido giallo, regia di Lamberto Bava – film TV (1988)
- L'inchiesta, regia di Giulio Base – miniserie TV (2006)[65]
- Don Matteo – serie TV, episodio 5x09 (2006)
- Provaci ancora prof! – serie TV, episodio 3x07 (2008)
- Fratelli detective – serie TV (2011)[66]
- Boris Giuliano - Un poliziotto a Palermo, regia di Ricky Tognazzi – miniserie TV (2016)

#### Video musicali
- La Fenice, regia di Steve Saints (2016)
- Faccio quello che voglio, regia di Fabio Rovazzi (2018)

#### Documentari
- It's Better in Italian, regia di Jordan Ledy (2014)
- All'ombra del microfono, regia di Edoardo Conti (2020)[67]

## Radio
- Ad alta voce: lettore de Lo strano caso del dottor Jekyll e Mr. Hyde, La coscienza di Zeno, I duellanti e Il processo (Rai Radio 3)
- Jack Folla nelle trasmissioni Alcatraz (1998-1999) e Jack Folla c'è (2002) di Rai Radio 2
- Chi ha ucciso William Shakespeare?, regia di Francesca Draghetti – sceneggiato (1999)
- Mefisto in Tex - Mefisto!, regia di Armando Traverso – sceneggiato (Rai Radio 2, 2012)[68]
- Voce della pubblicità di RTL 102.5 con il motto "Very Normal People"
- Voce dei messaggi promozionali dei programmi di Radio Deejay[69]
- Narratore della scheda in C.S.I. Milano all'interno di 105 Friends su Radio 105 (fino al 2016)
- Bob Revenant ne L'arca dell'arte e del libero pensiero su Radiofreccia[70]
- Voce principale e messaggi promozionali su Radiofreccia

## Teatro
- L'ultima notte, testo e regia di Alessandro Prete (2002, 2007, 2015)[71][72]
- Pirandello-Abba: frammenti di Maricla Boggio, regia di Ennio Coltorti, con Adriana Ortolani, Teatro Stanze Segrete (2006-2007)[73]
- Il sogno di una vita, testo e regia di Alessandro Prete (2015)[74]

## Audiolibri
- L'orrore di Dunwich di H.P. Lovecraft sulle musiche di Ludwig van Beethoven, edizioni Full Color Sound srl, Roma 2013
- La cosa sulla soglia di H.P. Lovecraft sulle musiche di Beethoven e Hector Berlioz, edizioni Full Color Sound srl, Roma 2014
- Il richiamo di Cthulhu di H.P. Lovecraft sulle musiche di Beethoven, Wolfgang Amadeus Mozart e Berlioz, edizioni Full Color Sound srl, Roma 2014
- Dagon di H.P. Lovecraft sulle musiche di Beethoven, Mozart e Berlioz, edizioni Full Color Sound srl, Roma 2014
- Io ci sono: Tre passi per trasformare la tua vita in un capolavoro di R. Cerè 21 giugno 2017

## Riconoscimenti[1][13]
- Nastro d'argento
  - 1999 - Miglior doppiaggio: The Truman Show e Celebrity
- Voci nell'Ombra
  - 2002 - III Targa Riccardo Cucciolla
- Gran Galà del Doppiaggio - Romics
  - 2006 - Voce maschile dell'anno
- Gran Premio del Doppiaggio
  - 2007 - Premio del pubblico per il miglior doppiatore
  - 2009 - Premio del pubblico per il miglior doppiatore[75]
- Leggio d'oro
  - 2008 - Migliore interpretazione maschile: L'amore ai tempi del colera
  - 2016 - Voce telefilm dell'anno: House of Cards - Gli intrighi del potere
- Giffoni Film Festival
  - 2015 - Premio Giffoni Experience[76]
- Premio Vincenzo Crocitti
  - 2021 - Premio in carriera[77]